# Вершницкий, Алексей
Алексей Вершницкий (Вершницкой) (около 1744 — дата смерти неизвестна) — переводчик с латинского языка и поэт Российской империи, сотрудник журналов «Свободные часы» (1763) и «Доброе намерение» (1764). 

## Биография
Алексей Вершницкий родился около 1744 года. Учился сначала в Славяно-греко-латинской академии, а затем (с 1 января 1763 года) в Университетской гимназии. 30 июня 1763 Вершницкий был произведен в студенты Московского университета.
Во время учебы в Университете, Вершницкий сотрудничал в журналах «Свободные часы» (издавался в 1763 году М. М. Херасковым) и «Доброе намерение» (издавался в 1764 году В. Д. Санковским).
В ноябре 1765 года Вершницкий был уволен из студентов Московского университета по собственному желанию. Единственным источником информации о дальнейшей судьбе А. Вершницкого является краткое упоминание в «Опыте Словаря» Н. И. Новикова: «Ныне [1772 год] он священником в Архангельском Московском соборе.»

## Творчество
Единственное известное поэтическое произведение Вершницкого — элегия «Страдай, моя душа, страдай, изнемогая…» — было опубликовано в 1763 году, в июльском выпуске «Свободных часов», за подписью А. В. По сведениям Н. И. Новикова, «разныя случайныя стихи» Вершницкого были напечатаны в 1764 в «Добром намерении». Однако в полном библиографическом указателе Неустроева никаких поэтических произведений Вершницкого в «Добром Намерении» нет.
В 1764 году Вершницкий опубликовал в «Добром намерении» прозаические переводы (с латыни) нескольких отрывков из книги Антонио де Гевары «Часы государевы, или Золотая книга императора Марка Аврелия». «Часы» были написаны де Геварой в наставление королю Карлу V и выдавались за «переведенное» истинное жизнеописание римского императора. Переводы Вершницкого были позднее перепечатаны (с искажениями) в книге «Переводы с латинского и шведского языков, случившиеся во времена императора Марка Аврелия и Каролуса 12 шведского» (1786), приписывающейся И. С. Баркову, и в книге «Повествование о болезни, от которой Марку Аврелию, императору римскому, смерть приключилась…» (1789). 

## Список произведений
- Элегия: «Страдай, моя душа, страдай, изнемогая…» // «Свободные часы»  / подп.: А. В.. — 1763. — Август. — С. 466—469.

Переводы:
- Речь Пануция секретаря к императору Марку Аврелию, при его кончине // «Доброе намерение». — 1764. — Июль. — С. 311—320.
- Речь Марка Аврелия, императора. Римскаго, говоренная им самим при его кончине, к сыну своему и наследнику престола Коммоду // «Доброе намерение». — 1764. — Сентябрь. — С. 429—432., Октябрь. — С. 449—475.
- О церемониях, которые в древние времена при бракосочетаниях употребляемы были // «Доброе намерение». — 1764. — Ноябрь. — С. 509—512.
- Верность жены к своему мужу // «Доброе намерение». — 1764. — Ноябрь. — С. 513—520.
- Письмо Афинян к Лакедемонянам // «Доброе намерение». — 1764. — Декабрь. — С. 545—549.
- О Бруксилии древнем философе // «Доброе намерение». — 1764. — Декабрь. — С. 549—554.